# Stile dell'Incarnazione
È detto Stile dell'Incarnazione (o ab Incarnatione Domini o annus Dominicae incarnationis) il sistema di calcolo dei giorni dell'anno utilizzando come primo giorno la data del 25 marzo, giorno del concepimento di Gesù, ovvero festa dell'Annunciazione. 

## Diffusione

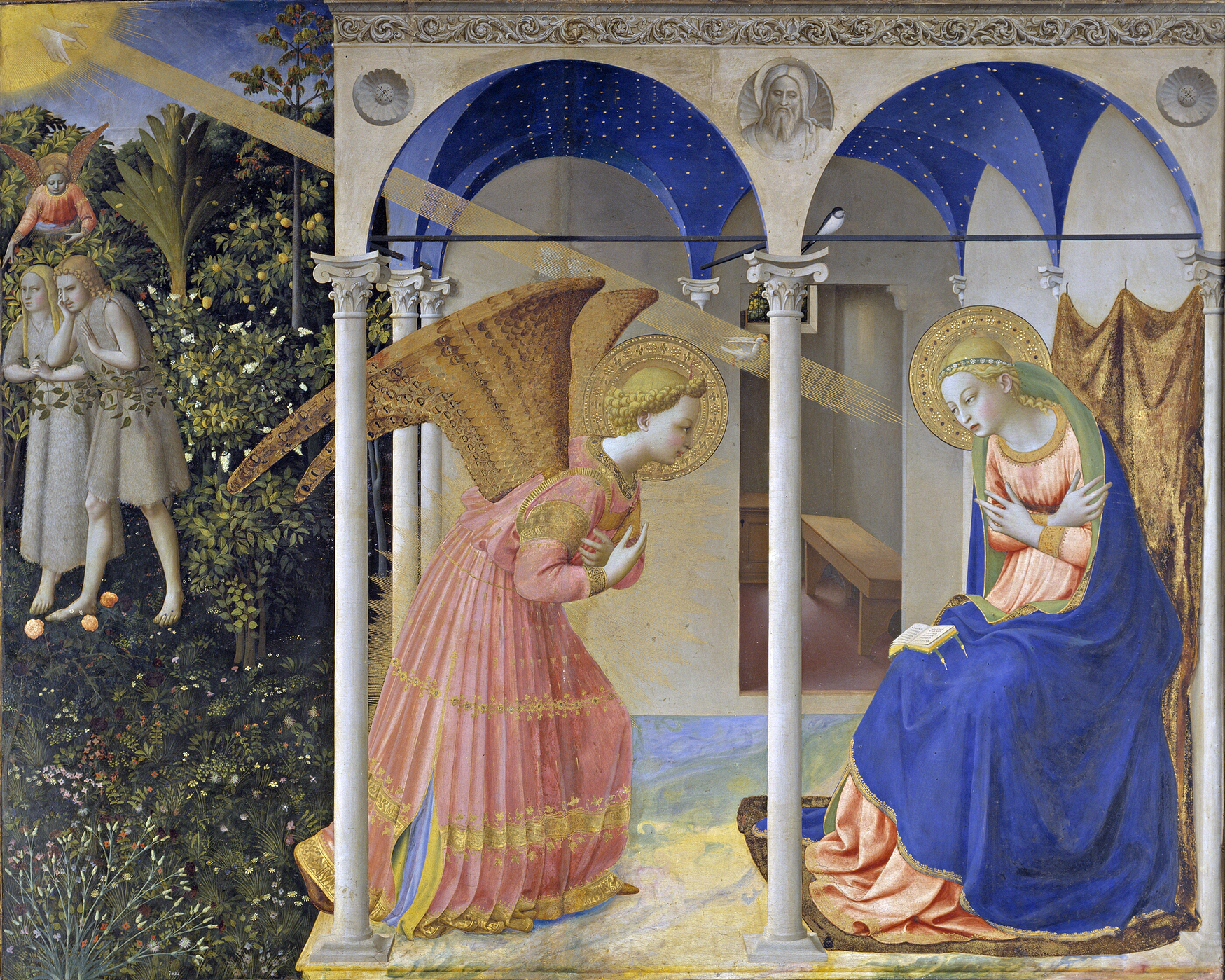
LAnnunciazione del Prado, di Beato Angelico, 1435

Fu ampiamente utilizzato da stati sia italiani sia esteri (in Inghilterra dal XII secolo al 1752). In Italia fu adottato da varie città. Particolarmente forte e duraturo fu l'uso nelle città toscane (Firenze, Pisa, Siena, Lucca, Prato). Da ciò si spiega il fatto che esso rimase in uso in Toscana fino al 1749 compreso (da qui la tendenza a definirlo, semplificando, stile toscano), nonostante venisse più volte tentato il suo abbandono per uniformarsi al resto d'Italia e d'Europa, dove - su iniziativa dei pontefici romani - venne introdotto lo "stile moderno" (inizio dell'anno il 1º gennaio). Anche molti documenti pontifici del XVI e XVII secolo utilizzano lo stile dell'Incarnazione nel modo fiorentino.
Tra i più accaniti difensori dello stile dell'Incarnazione troviamo il predicatore domenicano Giordano da Rivalto, pisano ma attivo anche a Firenze e nel resto della Toscana. Il domenicano nelle sue prediche agli inizi del XIV secolo accusava il tentativo in corso allora di introdurre il sistema di calcolo dell'anno al primo gennaio, come "pagano".

## Modo pisano e modo fiorentino

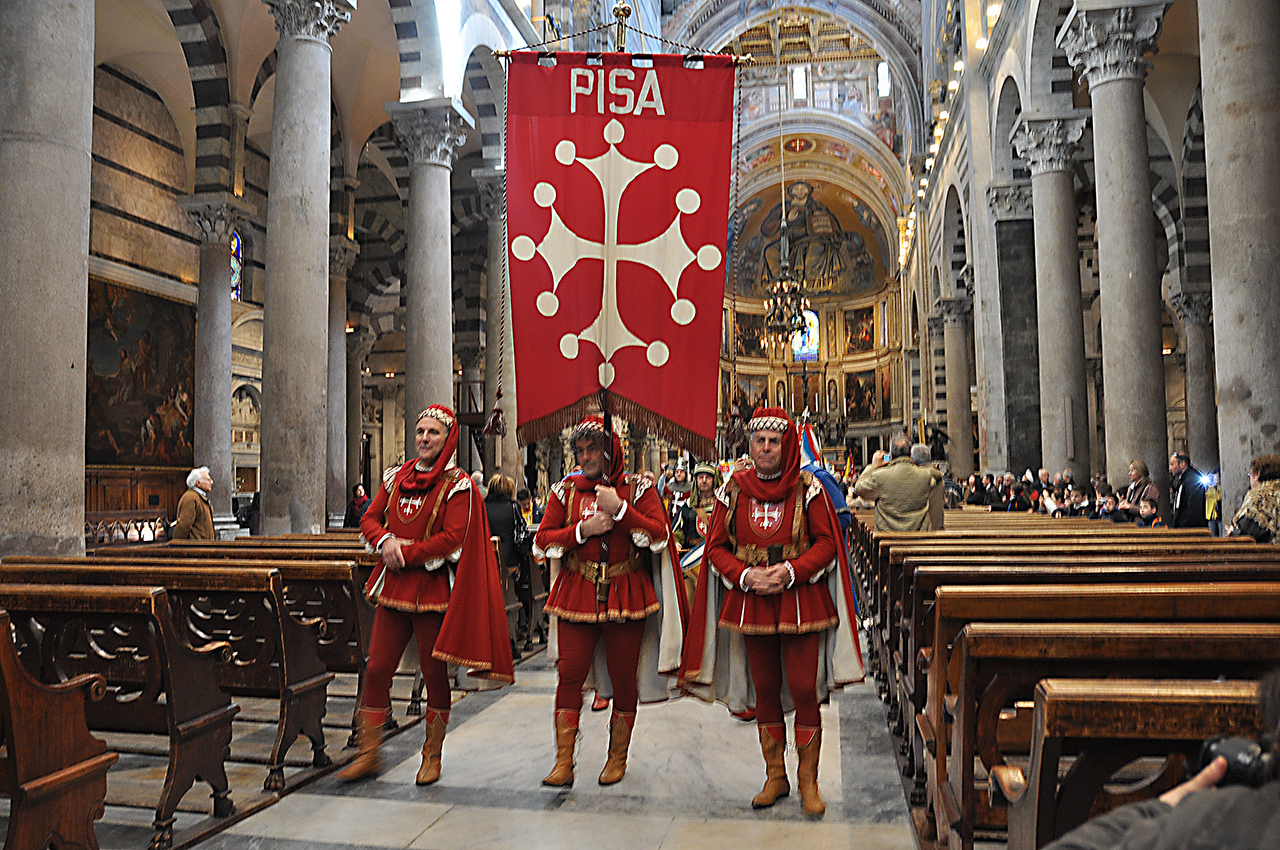
Il corteo storico dentro il Duomo di Pisa nella moderna rievocazione del capodanno toscano

Questo stile ha due varianti dette rispettivamente Stile dell'Incarnazione anticipato (al modo pisano) e Stile dell'Incarnazione posticipato (detto "al modo fiorentino"), il cui capodanno era sempre il 25 marzo, data tradizionale del concepimento di Gesù Cristo, ma di due anni diversi. 
Il primo, usato  a Pisa e nella Toscana occidentale, anticipava di nove mesi rispetto allo stile moderno (quello oggi utilizzato), iniziando l'anno dal 25 marzo dell'anno precedente.
Il secondo, detto ab incarnatione domini, usato nel resto della Toscana, a Firenze, Lucca, Prato e a Siena, posticipava di tre mesi la data del capodanno rispetto allo stile moderno, utilizzando come capodanno il 25 marzo dell'anno in corso . Detto in altri termini, a Firenze il 25 marzo iniziava l'anno X, mentre a Pisa terminava.
In Italia, oltre che in Toscana, fu adottato anche da altre città. Al modo fiorentino, fu seguito dalle seguenti: Bobbio, Bologna, Cremona, Mantova, Parma, Piacenza, Reggio nell'Emilia, Salerno, Torino, Verona, oltre che in tutta la Sicilia: qui, alternativamente, allo stile della Natività. Al modo pisano, da queste altre: Bergamo, Lodi, Milano, Padova. Dal 2000 il capodanno secondo lo stile dell'incarnazione è ricordato con eventi organizzati in tutta la Toscana (Pisa, Firenze e Siena), a cura dei vari comuni e organizzazioni private e pubbliche.

### Un esempio
(Bolla Pro excellenti praeminentia di papa Urbano VIII)
La Curia romana ha fatto largo uso, a partire dal XVI secolo, dello stile dell'Incarnazione, secondo il modo fiorentino, per datare i documenti dei pontefici. La bolla in oggetto, con la quale papa Urbano VIII erigeva la diocesi di Urbania e Sant'Angelo in Vado, è datata secondo questo stile, come si evince dall'espressione «anno dominicae Incarnationis».
Nel modo fiorentino dello stile dell'Incarnazione, l'anno 1635 inizia il 25 marzo per terminare il 24 marzo successivo. Il giorno di pubblicazione del documento è il «XII kalend. Martii», che corrisponde al 18 febbraio. Questo giorno, secondo il nostro modo di computare il tempo, corrisponde necessariamente al 18 febbraio 1636, giorno effettivo in cui fu eretta la diocesi di Urbania e Sant'Angelo in Vado.
A conferma di ciò, la bolla pontificia aggiunge l'espressione «Pontificatus nostri anno XIII». Urbano VIII ha iniziato il suo ministero con l'incoronazione il 29 settembre 1623, primo giorno del suo primo anno di pontificato. Il tredicesimo anno del suo pontificato ha avuto inizio il 29 settembre 1635 per terminare il 28 settembre successivo. In questo lasso di tempo (29 settembre 1635 - 28 settembre 1636) cade il 18 febbraio 1636, giorno di pubblicazione della bolla Pro excellenti praeminentia. Molti storici (Gams, Cappelletti, Moroni) sono caduti nell'errore, comune fra gli studiosi poco attenti, di datare la bolla in oggetto al 18 febbraio 1635, dimenticando l'espressione «anno dominicae Incarnationis», fondamentale per la corretta datazione del documento.

## Stile dell'Incarnazione ed equinozio
Lo stile dell'Incarnazione portava il capodanno cristiano a coincidere approssimativamente con l'equinozio di primavera, il momento d'avvio di molti calendari. Fino al II secolo a.C. anche il calendario romano sembra aver avuto inizio alcune settimane prima dell'equinozio e precisamente il primo del mese di marzo. Lo stile dell'Incarnazione aveva, perciò, il vantaggio di ridare il significato originario ai nomi di alcuni mesi come: settembre ("settimo mese"), ottobre ("ottavo mese"), novembre ("nono mese") e dicembre ("decimo mese"), che portano nel nome il riferimento alla numerazione, appunto, a partire dal primo marzo).